# Malloewia abdominalis
Malloewia abdominalis är en tvåvingeart som först beskrevs av Becker 1912.  Malloewia abdominalis ingår i släktet Malloewia och familjen fritflugor. Inga underarter finns listade i Catalogue of Life.